# Натурализам (књижевност)
Натурализам је књижевни правац који је настао у Француској, али и у другим европским земљама у последњој четвртини 19. века. Заснива се на учењима природних наука и на филозофији позитивизма и сматра се наставком реализма. Овај правац је био заступљен све до 1890. године. Заступа тезу да је човек производ наслеђа (расе), средине и историјског тренутка.
Главни представник је француски писац Емил Зола. Он је обликовао теорију натурализма у расправама Романописци и натуралисти и у Експерименталном роману и то су први натуралистички облици писања у европској књижевности. Временом су око Золе почели да се окупљају млади књижевници, што је резултирало заједничком збирком приповедака Меданске вечери.
Натуралистички романсијери избегавали су субјективност и стварали дела са намером да постигну тачност и прецизност природних наука. Натуралисти су тежили да реалистичке захтеве о објективности доведу до крајњих граница. Тако је често тематика њихових дела обухватала "клиничке случајеве", људе код којих се испољава абнормална или болесна психа. Писало се о проституцији, пијанству, лудилу, дегенерацији и психозама. Генерално, орјентација је била на ликовима који су били представници најнижих друштвених слојева. Уметничка дела од тог периода почињу да имају програмско-социјалну функцију. Зато је овај књижевни правац и постао занимљив људима, јер је почео да открива социјалну и моралну изопаченост друштва.
У српске представнике натурализма убрајају се Симо Матавуљ, Светолик Ранковић и други.